# رجب فوق صفيح ساخن (فلم)
رجب فوق صفيح ساخن هو فيلم كوميدي مصري عرض عام 1979، بطولة عادل إمام وسعيد صالح وناهد شريف، من تأليف ماهر إبراهيم. ومن إخراج أحمد فؤاد.

## قصة الفيلم
رجب فتى من الفلاحين يكلفه أهل قريته أن يذهب إلى المدينة لشراء محراث ليستخدموة في زراعة الأرض، يسلموه ثمن المحراث الذي تكفلوا بقيمته. وعندما يصل إلى المدينة يأتيه أحد اللصوص ويسرق بطاقته الشخصية ويذهب بها إلى شخص يدعى بلبل ويتعرف بلبل عليه من خلال بطاقته فيذهب اليه ويخبره بأنه يعرفه ويعرف والده فياخذه إلى مطعم للكباب وثم كازينو وبعدما يثق رجب في بلبل يعطيه فلوس المحراث فيهرب بلبل ويقع رجب في حبائل النصابين في المدينة، وبعد مغامرات عدة ينضم هو إلى مجموعة هؤلاء النصابين ليبدأ هناك حياة جديدة.

## طاقم التمثيل
- عادل إمام: (رجب عبد البر)
- سعيد صالح: (بلبل)
- ناهد شريف: (إجلال)
- ناهد جبر: (انشراح)
- ميمي جمال: (صاحبة الكلبة)
- علي الشريف: (صبحي)
- زوزو شكيب: (ريري)
- سعاد حسين: (مدام شوشو)
- أميمة سليم
- سيف الله مختار: (عبد العال)
- مظهر أبو النجا: (عوضين)
- محمود العراقي
- أبو الفتوح عمارة: (غباشي)
- جورج سيدهم: (أبو المعاطي - ضيف شرف)
- وحيد سيف: (أبو دومة - ضيف شرف)
- حافظ أمين: (شيخ متولي)
- أحمد عامر
- إبراهيم قدري: (العمدة)
- سامي العدل
- منى عبد الله: (إحدى رواد الكباريه)
- هندام محمد
- صلاح صادق: (عبده - جرسون المطعم)
- عصمت نعمان
- مختار السيد: (ضابط)
- ميشيل نجم
- محمد أبو حشيش: (المعلم عبد الستار)
- سيد محمود
- عبد الحميد المنير
- عبد المنعم النمر
- فوزي إبراهيم
- حسن توتالة
- إبراهيم أبو سعده
- جرير منصور
- شعبان طه
- علي الشريف الصغير: (مسافر في المحطة)
- بدرية عبد الجواد: (سكيرة بالكباريه)
- صلاح الصغير: (المطرب)
- نجوى حسن: (الراقصة)

## فريق العمل
- إخراج: أحمد فؤاد
- تأليف: ماهر إبراهيم
- مدير التصوير: عصام فريد
- مونتاج: عبد العزيز فخري
- إنتاج: أفلام حسين ياقوت
- توزيع داخلي: أفلام إيهاب الليثي
- توزيع خارجي: الشركة اللبنانية للتجارة والاستثمار السينمائي (صبّاح إخوان)

## روابط خارجية
- مقالات تستعمل روابط فنية بلا صلة مع ويكي بيانات